# Bitwa pod Gibeą
Bitwa pod Gibeą – bitwa rozegrana w XII-XI w. p.n.e., epizod z Księgi Sędziów. 
Bitwa została wywołana incydentem, kiedy to konkubina człowieka z plemienia Lewiego została zgwałcona na śmierć przez tłum mieszkańców Gibei, z plemienia Beniamina. Mieszkańcy Gibei chcieli obcować płciowo najpierw z samym Lewitą, lecz on zaoferował w zamian swoją konkubinę, a następnie zamknął drzwi na noc. Rano Lewita znalazł martwą konkubinę w drzwiach. Niesiony gniewem, pociął jej ciało na dwanaście sztuk i wysłał kawałki do wszystkich plemion Izraela. 
Izraelici zdecydowali się zbrojnie pomścić ofiarę:

A oto teraz tak postąpimy z miastem Gibea. Los jego jest przesądzony! Z każdego pokolenia Izraela wybierzemy po dziesięciu mężów ze stu, po stu z tysiąca i tysiąc z dziesięciu tysięcy. Będą się troszczyć o żywność dla wojska, które wyruszy pomścić na Gibea w pokoleniu Beniamina bezeceństwo, którego się dopuszczono w Izraelu.
Sdz 20,9-10

Plemiona Izraela poprosiły wpierw o łotrów, którzy byli sprawcami czynu. Beniaminici odmówili, co oznaczało początek wojny. 
Bitwa opisana jest szczegółowo w Księdze Sędziów. Zakończyła się zwycięstwem wojsk sprzymierzonych. W wyniku bitwy zginęło razem ok. 40 tys. Izraelitów oraz ok. 25 tys. Beniaminitów.
Z powodu tej wojny, pokolenie Beniamina było następnie określane jako "najmniejsze ze wszystkich pokoleń ". 

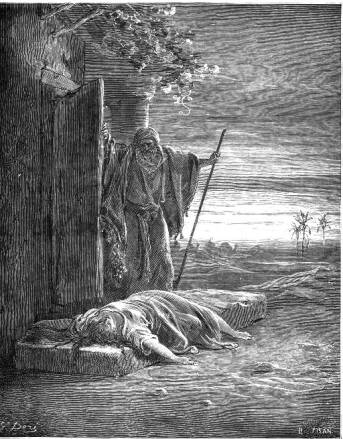
Izraelita znajduje martwą konkubinę u progu